# Ede (België)
Ede is een gehucht in de Belgische provincie Oost-Vlaanderen. Het gehucht ligt in Haaltert, een deelgemeente van Haaltert in de Denderstreek. Ede wordt omringd door Haaltert, Mere, een deelgemeente van Erpe-Mere en Nieuwerkerken, een deelgemeente van Aalst. De waterlopen die er stromen behoren tot het stroomgebied van de Molenbeek-Ter Erpenbeek.
Ede beschikt over een eigen treinstation. Ede heeft geen kerk maar heeft wel een kapel ter hoogte van de Edestraat nummer 77. De eerste zondag van mei vindt een driedaagse kermis plaats in Ede.
Op de Ferrariskaart 1771-1778 was de toenmalige naam Ten Eede. Er is nog steeds een feestzaal vernoemd naar de toenmalige naam.

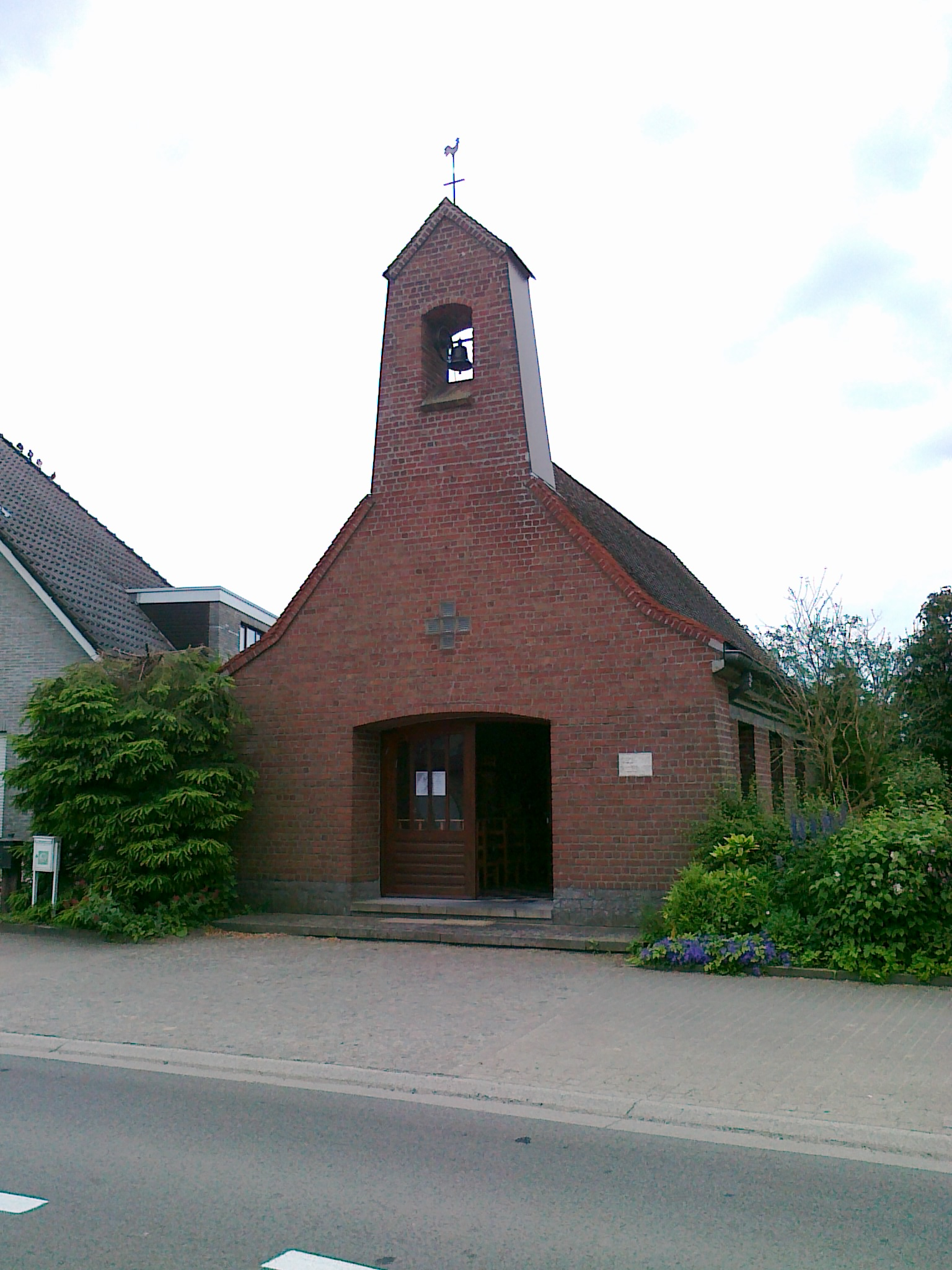
Kapel van Ede
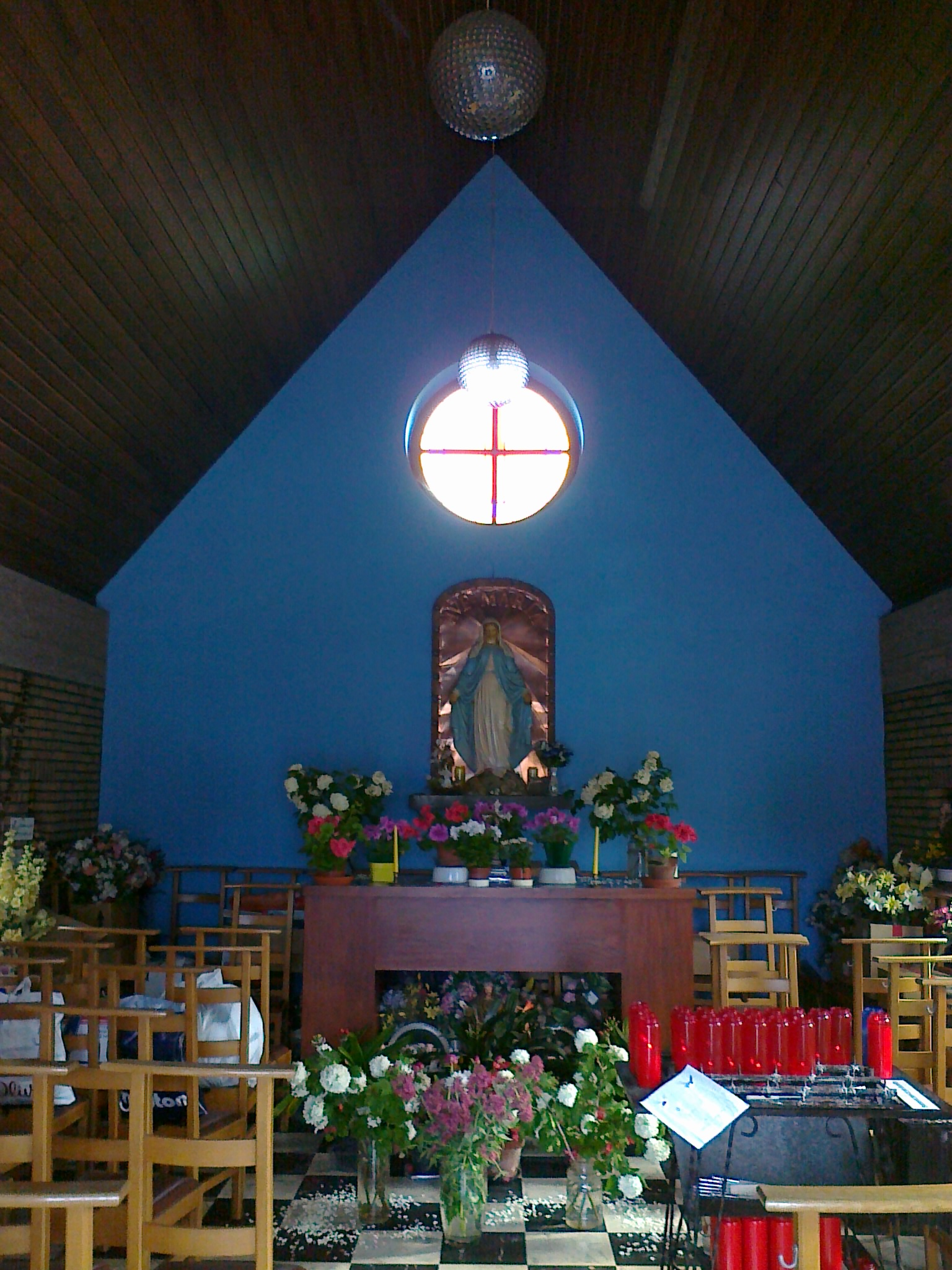
Binnenin de kapel
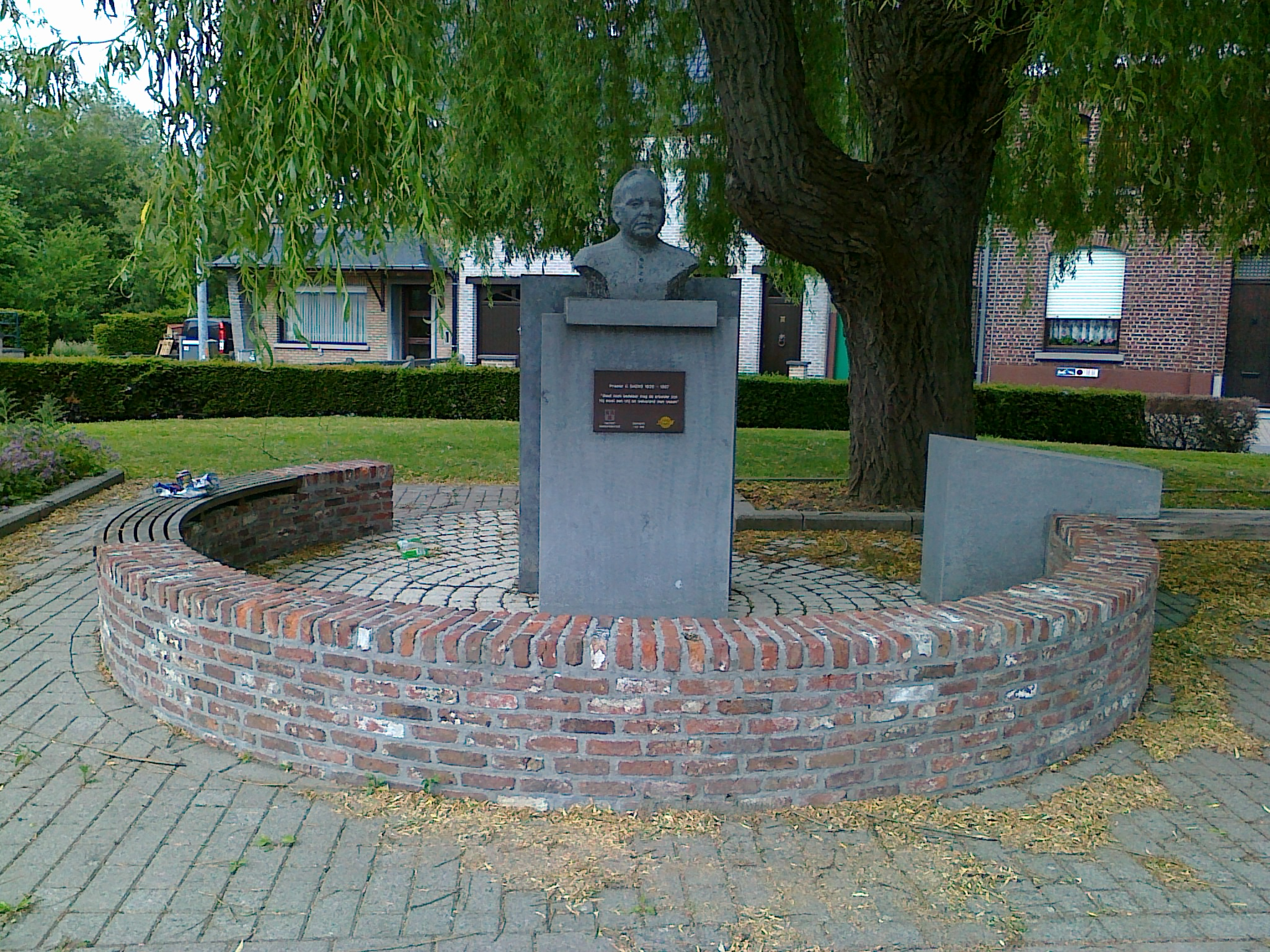
Priester Daensbeeld
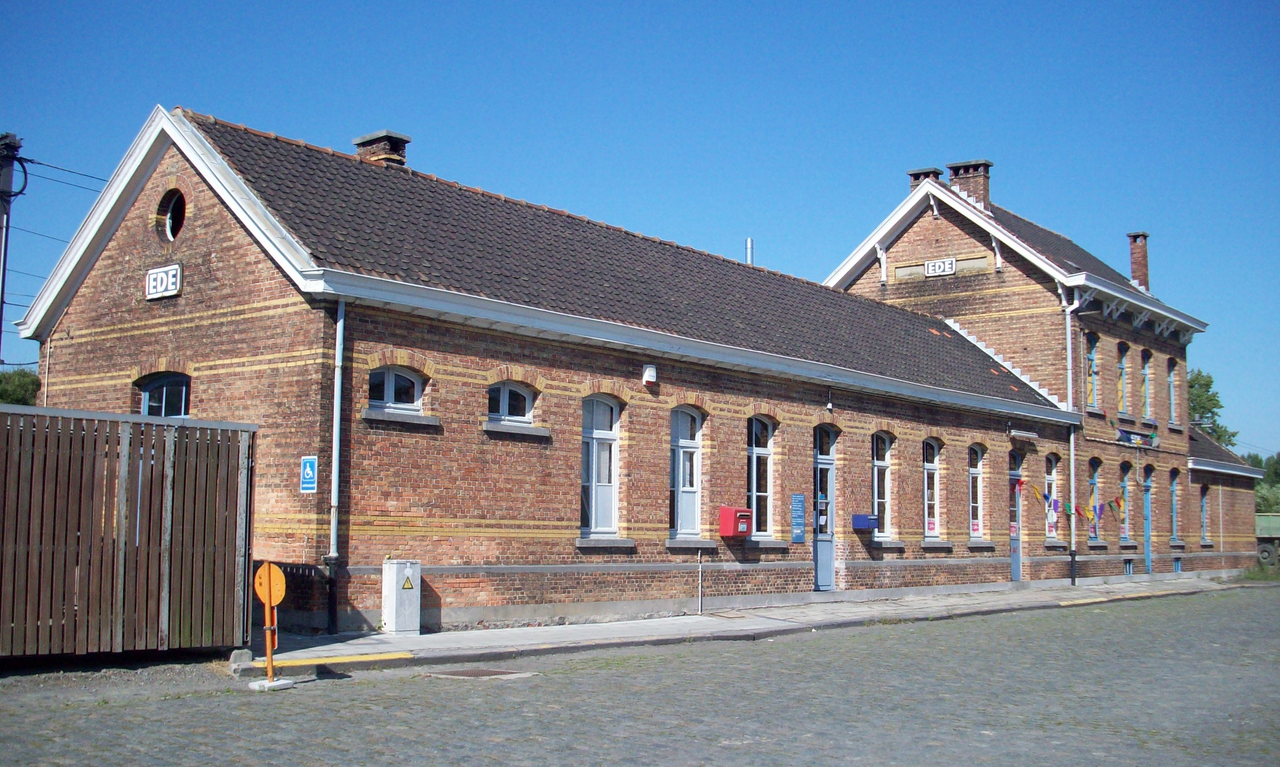
Station Ede

## Sport
Ooit beschikte Ede over een voetbalploeg, VC Ede-Haaltert, die rood-zwart als clubkleuren had en aangesloten was bij de KBVB met stamnummer 7726. In 2007 verdween VC Ede-Haaltert. De terreinen van VC Ede-Haaltert aan Huytstraat 47 worden nu gebruikt door G-sportclub 'G-Sport 9450'.